# Hammersmith Library
La bibliothèque Hammersmith est un bâtiment classé au grade II de Shepherd's Bush Road, dans le quartier de Hammersmith, à Londres. 
Elle a été construite en 1905 par l'architecte Henry Hare, avec des sculptures de FEE Schenck.

## Description
Les statues de la façade sont les suivantes : immédiatement en haut à gauche de l'entrée principale, au premier étage, se trouve une statue de John Milton, tandis qu'en haut à droite de la porte principale se trouve une statue de William Shakespeare. À la droite de ces statues, entre les fenêtres de l'aile sud de la bibliothèque, se trouvent une figure masculine avec un livre représentant la littérature et une figure féminine avec un pinceau représentant les arts; Alors qu'à la gauche des statues de Milton et de Shakespeare, entre les fenêtres de l'aile nord, se trouvent une femme avec une roue représentant le filage et un homme avec un compas représentant l'astronomie.

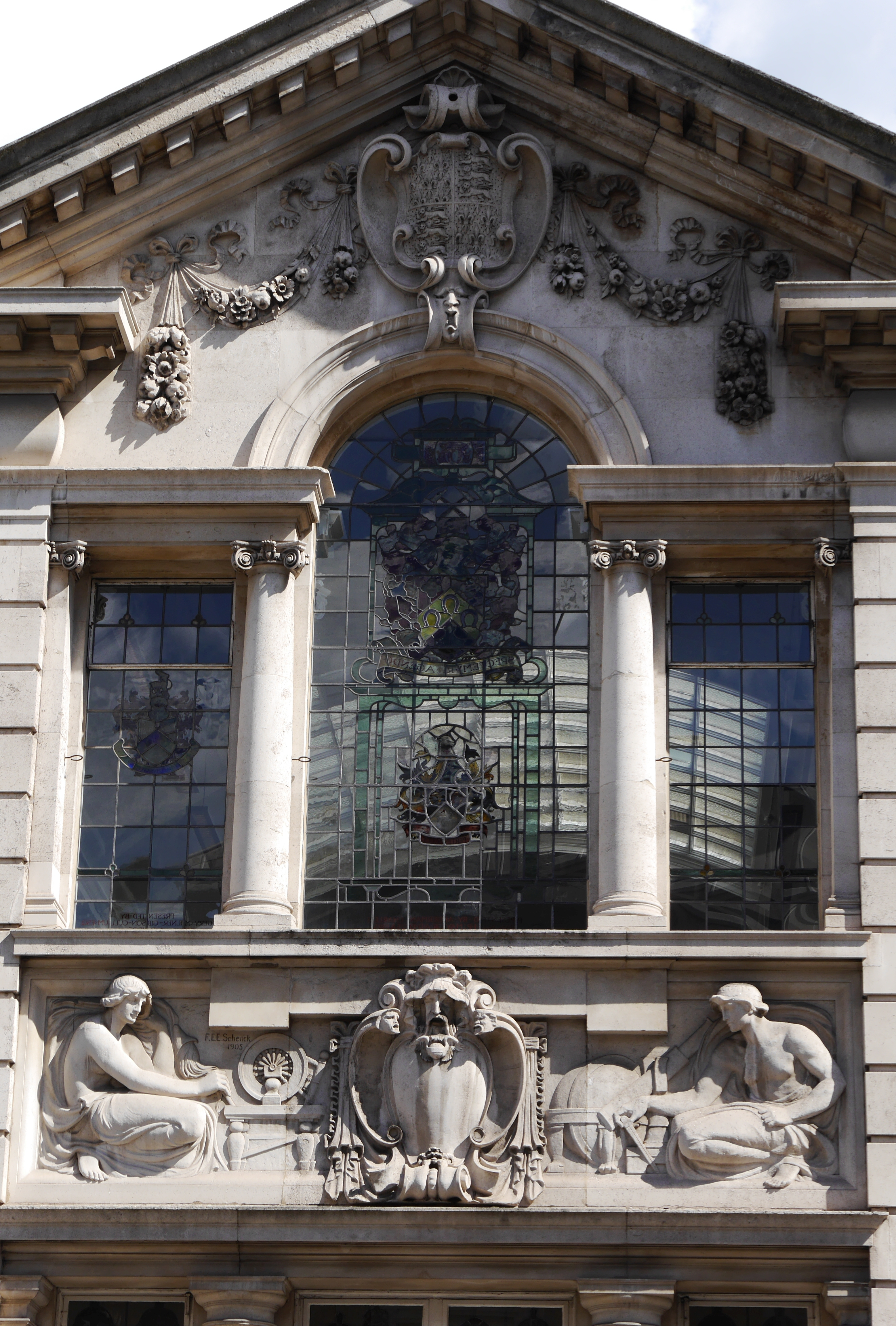
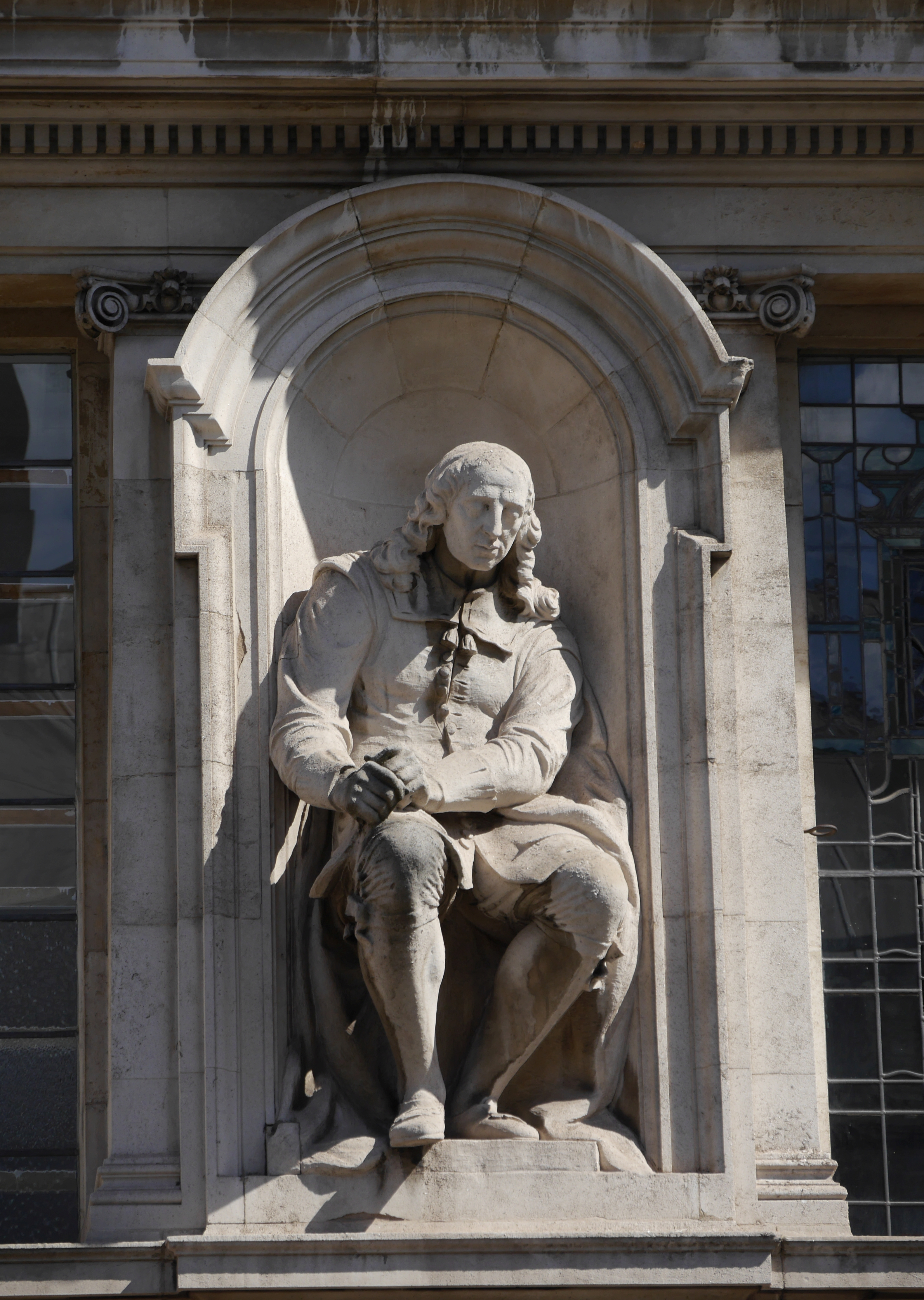
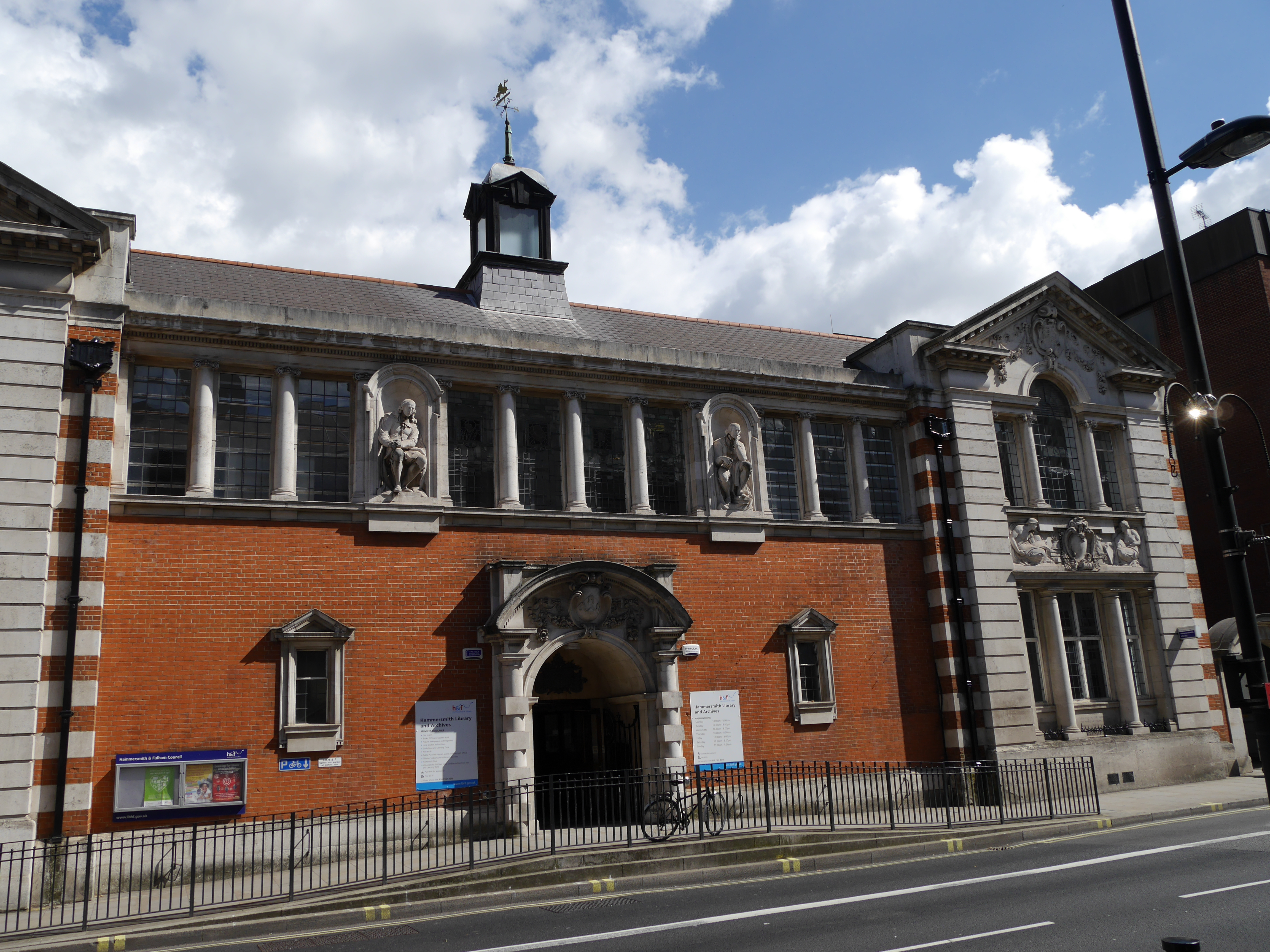
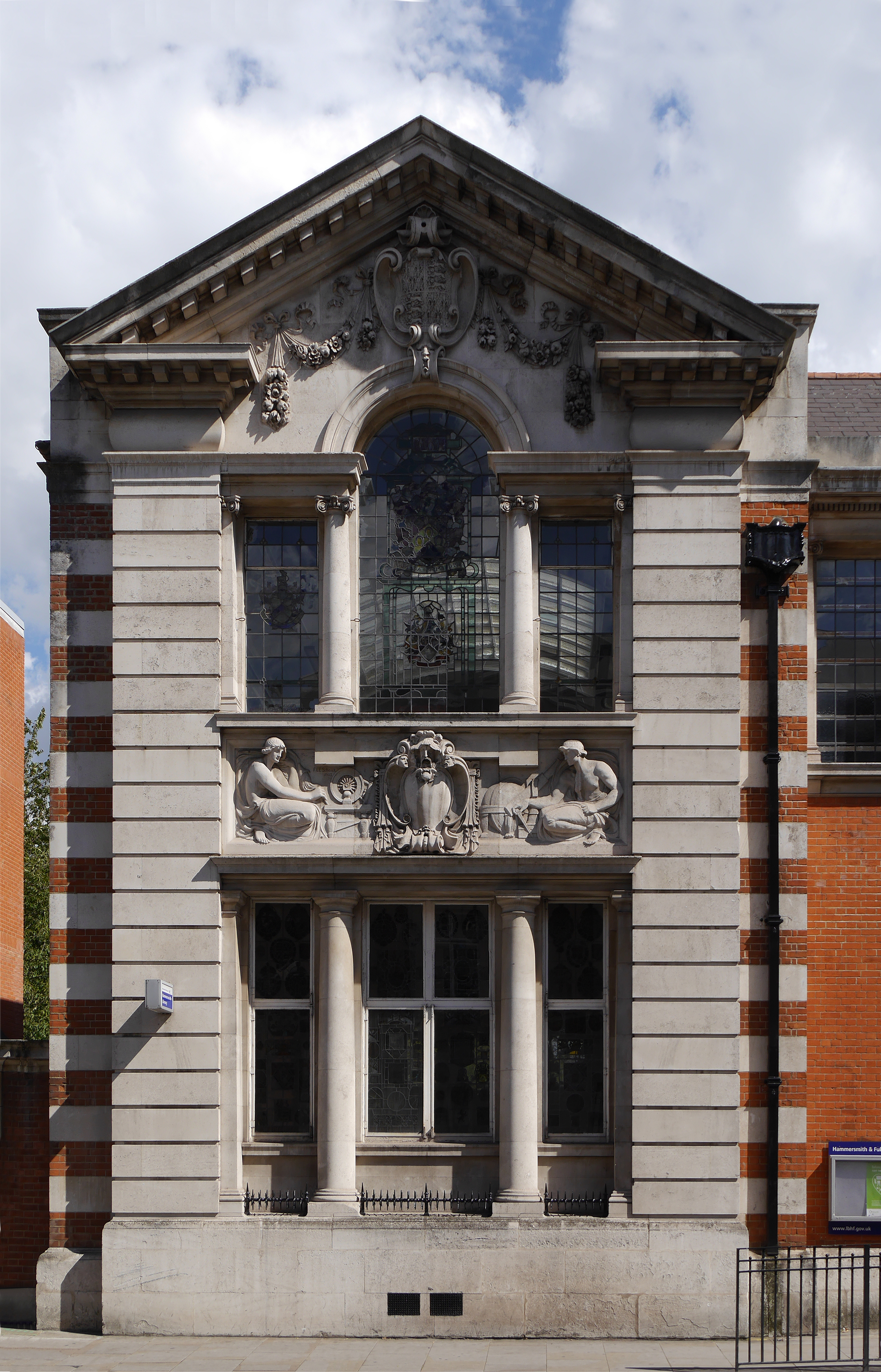